# Мил Росин
Мил Росин (њем. Mühl Rosin) општина је у њемачкој савезној држави Мекленбург-Западна Померанија. Једно је од 62 општинска средишта округа Гистров. Према процјени из 2010. у општини је живјело 1.101 становника. Посједује регионалну шифру (AGS) 13053062.

## Географски и демографски подаци
Мил Росин се налази у савезној држави Мекленбург-Западна Померанија у округу Гистров. Општина се налази на надморској висини од 12 метара. Површина општине износи 24,3 km². У самом мјесту је, према процјени из 2010. године, живјело 1.101 становника. Просјечна густина становништва износи 45 становника/km².